# Kasztanowcowate
Kasztanowcowate (Hippocastanaceae Dumort.) – rodzina roślin wyróżniana w niektórych (zwłaszcza dawniejszych) systemach klasyfikacyjnych w obrębie rzędu mydleńcowców (Sapindales). Zgodnie ze współczesną wiedzą wyodrębnienie zaliczanych tu rodzajów w randze rodziny, zmienia mydleńcowate w takson parafiletyczny. Dlatego w nowszych systemach rodzina kasztanowcowatych nie jest wyróżniana. 

## Systematyka
Nowsze systemy klasyfikacyjne roślin okrytonasiennych nie wyróżniają tej rodziny (APG I, APG II, APweb, system Reveala z 2007). Wszystkie trzy rodzaje stanowią klad w obrębie podrodziny Hippocastanoideae Burnett (siostrzany dla rodzajów wyodrębnianych dawniej jako rodzina klonowatych Aceraceae) wchodzącej w skład mydleńcowatych Sapindaceae.
Pozycja w systemie Reveala (1993–1999)
Gromada okrytonasienne (Magnoliophyta Cronquist), podgromada Magnoliophytina Frohne & U. Jensen ex Reveal, klasa Rosopsida Batsch, podklasa różowe (Rosidae Takht.), nadrząd Rutanae Takht., rząd mydleńcowce (Sapindales Dumort.), rodzina kasztanowcowate (Hippocastanaceae DC.).
Wykaz rodzajów
- rodzaj: Aesculus L. – kasztanowiec
- rodzaj: Billia Peyr.
- rodzaj: Hippocastanum Mill.

Wymieniany niekiedy rodzaj Pavia Mill. uznawany jest za synonim rodzaju kasztanowiec Aesculus.